# Île Uatio
L’île Uatio est une îlot de Nouvelle-Calédonie appartenant administrativement à Mont-Dore.